# Strelkovo, Silistra
Strelkovo (în bulgară Стрелково, în română Topci) este un sat în comuna Kainardja, regiunea Silistra, Dobrogea de Sud, Bulgaria. 
Între anii 1913-1940 a făcut parte din plasa Curtbunar a județului Durostor, România.

## Demografie
Componența etnică a satului Strelkovo
     Turci (21,42%)
     Bulgari (57,14%)
     Nicio identificare (21,42%)
     Altele (0%)
La recensământul din 2011, populația satului Strelkovo era de 14 locuitori. Din punct de vedere etnic, majoritatea locuitorilor (57,14%) erau bulgari, cu o minoritate de turci (21,42%). Pentru 21,42% din locuitori nu este cunoscută apartenența etnică.